# Вели Дева
Вели Дева (алб. Velli Deva; Ђаковица, 18. октобар 1923 — Приштина, 25. новембар 2015) био је друштвено-политички радник СФР Југославије, СР Србије и САП Косова. Био је председник Покрајинског комитета Савеза комуниста Косова у два наврата.

## Биографија
Рођен је 18. октобра 1923. године у Ђаковици. Гимназију је похађао у Скадру и Тирани, Вишу партијску школу „Ђуро Ђаковић“ у Београду, а Вишу економску школу у Скопљу.
У револуционарни раднички покрет ступио је као ученик у Скадру 1939. године. Учествовао је у свим акцијама организованим против режима. Због револуционарног рада више је пута хапшен. Члан Савеза комунистичке омладине Југославије постао је 1941, а члан Комунистичке партије Југославије 1942. године.
У партизански одред ступио је 1941. године, где је био политички комесар батаљона.
После ослобођења земље, вршио је многе одговорне функције:
- организациони секретар Среског комитета КПЈ у Ђаковици
- секретар Среског комитета КПЈ у Дреници и Пећи
- инструктор Обласног комитета КПЈ за Косово и Метохију
- члан Централног комитета Савеза комуниста Србије и Централног комитета Савеза комуниста Југославије
- председник Покрајинског комитета Савеза комуниста Косова од 1965. до 28. јуна 1971. године и од 6. маја 1981. до јуна 1982. године
- члан Председништва ЦК СК Србије и ЦК СКЈ
- секретар Обласног Народноослободилачког одбора Косова
- председник Одбора за привреду Извршног већа САП Косова
- председник Здруженог савеза Косова и Савеза синдиката Косова
- члан Председништва СФР Југославије
- генерални директор комбината „Трепча“
- члан Савета федерације

Након избијања демонстрација на Косову 1981. године, Махмут Бакали је дао оставку на функцију председника СК Косова. Косовски Албанци поздравили су долазак Вели Деве, јер је иступао против српског национализма, али и против великоалбанске политике НР Албаније.
Преминуо је 25. новембра 2015. године.
Носилац је Партизанске споменице 1941. и више других одликовања.